# Sir-Edward-Pellew-Inseln
Die Sir-Edward-Pellew-Inseln, eine Gruppe von über 55 Inseln, liegen vor der Nordküste Australiens in der südwestlichen Ecke des Gulf of Carpentaria im großen Mündungssystem des McArthur River im Northern Territory. Der nächstgelegene größere Ort Borroloola ist 60 km landeinwärts auf dem australischen Festland gelegen. Auf den Inseln gibt es acht kleine Orte (Family Outstations) mit jeweils meist vier bis sechs Einwohnern.

## Geographie

### Allgemeines
Die Inselgruppe umfasst fünf große Inseln: Vanderlin Island (267,26 km²), North Island (54,93 km²), West Island (128,40 km²), Centre Island (88,73 km²) und South West Island (81,27 km²).
Die größeren Sir-Edward-Pellew-Inseln sind umgeben von über fünfzig kleinen, sandigen Inseln, Riffen und Felsen, auf denen sich Lianen-Dickichte, offene Wälder und Buschland, Anhöhen aus Sandstein, Wattflächen, Mangroven und Sanddünen befinden.
Die Hauptinsel Vanderlin Island ist 32 km lang und 8 km breit. Vier der acht kleinen Siedlungen (family outstations) liegen an auf Vanderlin Island, alle an der Westküste. Im nördlichen Teil der Insel liegt der gut 100 Hektar große Lake Eames. Drei weitere Siedlungen tragen die Namen der Inseln, auf denen sie liegen: South West Island, North Island und West Island. Die achte Siedlung ist Jimilaya auf der kleineren Insel Black Craggy Island. Die meisten Inseln sind zeitweise von den indigenen Yanyuwa bewohnt, sie sind auch Teil des Wurralibi Aboriginal Land. Touristen können gegen Gebühr campen und fischen. North Island beherbergt den 5,41 km² großen Barranyi-North-Island-Nationalpark, der 8 % der Fläche aller Inseln ausmacht. An der Paradice Bay gibt es Plätze, wo kostenloses Kampieren möglich ist und Trinkwasser sowie Barbecue-Einrichtungen zur Verfügung stehen.

### Liste der Inseln
Diese unvollständige Liste enthält die meisten Inseln der Gruppe. Die Inseln sind tabellarisch vorsortiert von West nach Ost.
| Inselname               | Koordinaten           |
| ----------------------- | --------------------- |
| Wuwayinda Islet         | 15° 32′ S, 136° 30′ O |
| Riyinbirr Island        | 15° 32′ S, 136° 31′ O |
| West Island             | 15° 35′ S, 136° 33′ O |
| Hobler Island           | 15° 45′ S, 136° 37′ O |
| Gilbert Island          | 15° 35′ S, 136° 39′ O |
| Black Craggy Island     | 15° 36′ S, 136° 40′ O |
| South West Island       | 15° 43′ S, 136° 40′ O |
| Murunda Island          | 15° 35′ S, 136° 41′ O |
| White Craggy Island     | 15° 37′ S, 136° 43′ O |
| Labu Islet              | 15° 46′ S, 136° 43′ O |
| Red Islet               | 15° 39′ S, 136° 44′ O |
| Harney Island           | 15° 43′ S, 136° 44′ O |
| Centre Island           | 15° 41′ S, 136° 46′ O |
| Payne Island            | 15° 45′ S, 136° 46′ O |
| Skull Island            | 15° 36′ S, 136° 48′ O |
| Fletcher Island         | 15° 45′ S, 136° 48′ O |
| Watson Island           | 15° 34′ S, 136° 48′ O |
| Horn Islet              | 15° 44′ S, 136° 49′ O |
| Little Island           | 15° 43′ S, 136° 50′ O |
| Rocky Island            | 15° 40′ S, 136° 50′ O |
| Johnston Islet          | 15° 34′ S, 136° 51′ O |
| North Island            | 15° 35′ S, 136° 52′ O |
| Craufurd Islet          | 15° 32′ S, 136° 53′ O |
| Brown Islet             | 15° 43′ S, 136° 53′ O |
| North Rock              | 15° 30′ S, 136° 53′ O |
| Willy Islet             | 15° 42′ S, 136° 54′ O |
| Observation Island      | 15° 37′ S, 136° 54′ O |
| Hervey Rocks            | 15° 31′ S, 136° 55′ O |
| Pearce Islet            | 15° 30′ S, 136° 55′ O |
| Wawinda Islet           | 15° 42′ S, 136° 56′ O |
| David Islet             | 15° 38′ S, 136° 56′ O |
| Jolly Islet             | 15° 46′ S, 136° 57′ O |
| Small Islet             | 15° 47′ S, 136° 57′ O |
| Urquhart Islet          | 15° 30′ S, 136° 57′ O |
| Turtle Islet            | 15° 35′ S, 136° 58′ O |
| Law Island              | 15° 39′ S, 136° 58′ O |
| Wheatley Islet          | 15° 36′ S, 136° 59′ O |
| Vanderlin Island        | 15° 43′ S, 137° 01′ O |
| Little Vanderlin Island | 15° 52′ S, 137° 04′ O |
| Alola Islet             | 15° 38′ S, 137° 05′ O |
| Waywantha Island        | 15° 39′ S, 137° 05′ O |
| Quince Islet            | 15° 39′ S, 137° 05′ O |
| Wandikalarubun Islet    | 15° 39′ S, 137° 05′ O |
| Wuthangka Islet         | 15° 40′ S, 137° 05′ O |
| Sand Islet              | 15° 37′ S, 137° 06′ O |
| Wambarra Islet          | 15° 42′ S, 137° 06′ O |
| Steepcut Rock           | 15° 43′ S, 137° 06′ O |
| Wubukabukala Islet      | 15° 44′ S, 137° 06′ O |
| Daisy Islet             | 15° 44′ S, 137° 06′ O |
| Jimmy Islet             | 15° 45′ S, 137° 06′ O |

## Geschichte
1802 benannte Matthew Flinders die Inseln zu Ehren des britischen Seehelden Sir Edward Pellew. Flinders war der erste britische Entdecker in dieser Gegend, berichtete aber von Anzeichen, dass die Inseln von Ausländern besucht worden waren, in denen er Chinesen vermutete. Die Inseln waren schon 1644 von Abel Tasman gesichtet worden, der annahm, dass sie ein Teil des Hauptlandes seien und sie Cape Vanderlin nannte.

## Umwelt
Die Pearce, Urquhart and Hervey Islands Important Bird Area ist ein Vogelschutzgebiet der BirdLife International, da sie eine bedeutende Brutstätte von Tausenden von Seeschwalben auf drei kleinen Inseln der Gruppe darstellt, die im Nordosten der North Island liegen. Neben dem Vogelschutz gibt es bedeutende Brutstätten von Meeresschildkröten. 14 Pflanzen und 2 Reptilien sind endemisch.
Das weltgrößte Zink-Bergwerk, die McArthur-River-Mine am McArthur River, die im Tagebau betrieben wird, lagert große Mengen von Schwermetallen in Tailings-Schlammbecken, die als eine Bedrohung der Flora und Fauna der Inselwelt angesehen werden.